# 博恩施泰特 (波茨坦)
博恩施泰特（德語：Bornstedt，發音：[ˈbɔʁnʃtɛt]）是德国勃兰登堡州首府波茨坦的区，位于无忧宫公园和橘園宮以北，以博恩施泰特皇冠庄园、维多利亚公主故居和有众多名人墓葬的博恩施泰特公墓而闻名。